# 音像世界
《音像世界》，是中国第一本流行音乐杂志，创办于1987年10月，隶属于中国唱片总公司。

## 歷史
创办初期，只是一本介绍中国唱片公司出版的音像制品的期刊。1989年，《音像世界》杂志进行第一次改版，开始系统介绍欧美摇滚乐及港台流行音乐，成为当时中国内地唯一一本摇滚与流行音乐杂志。
初期，《音像世界》杂志将美国《滚石》等海外杂志的摇滚人物采访、乐评等进行编译，然后刊出。后来，港台流行音乐大举进军内地，《音像世界》陆续刊出内地作者专访香港、台湾音乐人的独家稿件。
那个时代，欧美摇滚乐以盗版、翻版等形式开始进入中国，《音像世界》也开始陆续邀请乐迷自己撰写乐评，也因此开创了中国乐评人的先河。如今中国知名乐评人王小峰、孙孟晋等均是这本杂志的撰稿人。
创刊不久，成立《音像世界》歌迷会，并出版歌迷会子刊，这个歌迷会也是中国改革开放后第一个全国性摇滚乐及流行音乐民间组织，后来中国唱片业的不少从业者，正是来自这个组织。有观点认为，《音像世界》杂志及其歌迷会对传播、推动摇滚乐在中国的发展有一定贡献。
2006年，美国《滚石》杂志试图进军中国，并于当年3月出版第一期，封面人物是崔健，《音像世界》名号旁上有著名的「Rolling Stone」标志。但因为没有获得按照中国政府相关规定进行注册，被当局叫停。

## 常設欄目
1990年代，《音像世界》的黄金时代有以下常设栏目：
- 封面人物：音乐人、歌手专访。
- 摩登对话：这是该杂志最著名的栏目，由当时的主编张磊以阿瑟等不同笔名发表对一张专辑的不同评价，成为乐迷了解摇滚乐的重要线索渠道。
- 唱片街：点评、推介中国内地、香港、台湾及欧美的摇滚乐及流行音乐新专辑。
- 音像世界专辑销量榜：每月根据北京、上海、广州、山东、安徽、云南、四川等省市音像店提供的销售数字，统计出原创专辑及引进专辑销量排行榜，是当时较为可靠的唱片销量参考。
- 音像博士：HiFi知识。